# Giuseppe De Notaris
Giuseppe De Notaris (Milà, 18 d'abril de 1805- Roma, 22 de gener de 1877) va ser un metge i botànic italià. Es va doctorar en medicina a la Universitat de Pavia i immediatament després es dedicà a la botànica, especialment a l'estudi de les criptògames. El seu estudi sobre les falgueres i altres obres seves van fer que obtingués un càrrec a la Universitat de Torí i al Jardí Botànic del Valentino. L'any 1838 treballà al Syllabus muscorum
El 1843 passà a la Universitat de Gènova com a professor de botànica i director del Jardí botànic de Gènova.
El 1858 fundà a Gènova la primera societat de caràcter estrictament botànic d'Itàlia, Società Crittogamologica Italiana.
Finalment va tenir a Roma la càtedra de botànica.
Va ser senador del Regne d'Itàlia (1876). El seu Epilogo della briologia va obtenir un premi especial de l'Académie des Sciences francesa.